# 한단군
한단군(邯鄲郡), 조군(趙郡)은 중국의 옛 군이다. 군국제의 왕령으로는 조국(趙國)이라고 한다.

## 진
기원전 228년, 진나라가 조나라를 멸하고 조나라의 서울 한단을 중심으로 설치했다. 명칭은 문헌자료나 출토자료나 모두 조군으로도 한단군으로도 부르며, 제나라의 서울 임치를 중심으로 하는 임치군의 첫 이름이 제군임을 고려하면 이 군도 첫 이름이 조군이었을 가능성이 있다. 치소는 한단현이다. 다음은 전래문헌과 출토자료에서 확인되는 현 목록으로, 출토자료가 확인된 경우에는 출토자료를, 그렇지 않은 경우에는 문헌자료를 제시했다.
| 현명 | 한자 | 대략적 위치                        | 근거 |
| ---- | ---- | ---------------------------------- | --- |
| 한단 | 邯鄲 | 한단시 대북성고성(大北城古城)      | 진나라 봉니 '한단지승'(邯鄲之丞) 등 |
| 백인 | 柏人 | 허베이성 룽야오현 경내             | 1984년 허베이성 린청현 동 백창고성(柏暢古城)유지에서 출토된 진나라 병기 “백인”과에 새겨진 “백인”(柏人) 등 |
| 무안 | 武安 | 허베이성 우안시 고진고성(古镇古城) | 전세 진나라 병기 “무안”(武安)과 등 |
| 호   | 鄗   | 허베이성 바이샹현 북 20리          | 상가항에서 출토된 진나라 봉니 “호승지인”(鄗丞之印) 등 |
| 역양 | 易陽 | 허베이성 융녠 구                   | 허베이 융녠현 시가장(施家庄)에서 출토된 진나라 도문에 “역정”(易亭) |
| 신도 | 信都 | 허베이성 싱타이시                  | 허베이 린청현 동 백창고성유지에서 출토된 조나라 병기 “이년형령”과 명문에 “이년형령[二年型(邢)命(令)]…(후략)" 등 《원화·권15》에 형나라가 전국시대에 조나라에 속했고 진나라가 이름을 신도(信都)로, 항우가 이름을 양국(襄國)으로 고쳤다 함 |
| 업   | 鄴   | 허베이성 린장현 업북성(鄴北城)     | 전세 전국 위나라 병기 삽이년업령과 명문에 “삽이년업령적[卅二年業命(令)狄…(후략)” 등 |
| 광평 | 廣平 | 허베이성 취저우현 북               | 전세 진나라 대 관인(官印) “광평군인”(廣平君印) 등 |
| 음안 | 陰安 | 허난성 칭펑·난러 사이              | 전국 위나라 교형포(橋形布) “음안”[(阜+金)安)”포 |
| 위   | 魏   | 허베이성 다밍현 남동               | 운몽 수호지진간 “15년공위”(十五年攻魏) |
| 무시 | 武始 | 허베이성 한단시 남서 펑펑 광구     | 《사기·진본기》에 “소양왕 13년, 상수가 한나라를 쳐 무시를 취하다.” 등 |

## 전한
전한에서 조나라를 봉하면서, 한단군은 폐지되고 조나라의 내사지가 됐다. 조왕 유수가 오초칠국의 난에 가담했다 자결하자, 경제는 경제 4년(기원전 151년)에 조나라를 폐지하고 한단군을 재설치했다. 이듬해 광천왕 유팽조(후의 조경숙왕)를 왕으로 삼고 조나라를 복국하면서 한단군은 조국이 됐다. 한편, 한단군 남부를 분할해 위군을 설치했다. 설치 시기는 한서에서는 고제 재위 중으로 보나 왕국유는 이를 부정했고, 주진학은 오초칠국의 난 이후 제후국의 영토를 축소할 때 설치한 것으로 보았다.
기주자사부에 속했다. 원시 2년(2년)의 인구조사에 따르면 84,202호, 349,952명이 있었다. 아래의 속현 목록은 《한서》지리지의 내용이다. 원연·수화 연간(기원전 8년 무렵)의 현황으로 여겨지며, 총 4현이다. 치소는 한단현이다.
| 현명   | 한자   | 대략적 위치         | 비고 |
| ------ | ------ | ------------------- | --- |
| 한단현 | 邯鄲縣 | 한단시              | 도산(堵山)에서 우수수(牛首水)가 나와 동으로 백거수(白渠水)로 들어간다. 조 경후가 중모에서 여기로 천도했다.                                                                     |
| 역양현 | 易陽縣 | 한단시 융녠 구 남동 | 안사고·전조망·왕선겸 등에 따르면 역수{易水, 남역수(南易水), 명수(洺水)라고도 한다}의 북쪽[陽]이라 역양이라 한다.                                                               |
| 박인현 | 柏人縣 | 한단시 룽야오 현 서 | |
| 양국현 | 襄國縣 | 싱타이시            | 옛 형나라다. 서산(西山)에서 거수(渠水)가 나와 북동으로 임(任)현에 이르러 침수(浸水)로 들어간다. 또 요수(蓼水)와 빙수(馮水)가 있어 모두 조평(朝平)현에서 우수(湡水)로 들어간다. |

다음은 조국에서 분봉된 조왕의 왕자후들로, 총 31후국이다.
| 이름       | 봉해진 때                          | 폐해진 때               | 왕자후표의 말격 | 지리지의 소속 군 |
| ---------- | ---------------------------------- | ----------------------- | --------------- | ---------------- |
| 봉사(封斯) | 원삭 2년(기원전 127년) 6월 갑오일  |                         |                 | 상산             |
| 한회(邯會) | 원삭 2년(기원전 127년) 6월 갑오일  | ?                       |                 | 위               |
| 위문(尉文) | 원삭 2년(기원전 127년) 6월 갑오일  | 원정 5년(기원전 112년)  | 남              |                  |
| 유구(楡丘) | 원삭 2년(기원전 127년) 6월 갑오일  | 원정 5년(기원전 112년)  |                 |                  |
| 양참(襄嚵) | 원삭 2년(기원전 127년) 6월 갑오일  | 원정 5년(기원전 112년)  | 광평            |                  |
| 조절(朝節) | 원삭 2년(기원전 127년) 6월 갑오일  | 오봉 4년(기원전 54년)   |                 |                  |
| 동성(東城) | 원삭 2년(기원전 127년) 6월 갑오일  | 원정 원년(기원전 116년) |                 |                  |
| 음성(陰城) | 원삭 2년(기원전 127년) 6월 갑오일  | 태초 원년(기원전 104년) |                 |                  |
| 한평(邯平) | 원삭 3년(기원전 126년) 3월 을묘일  | 원정 5년(기원전 112년)  | 광평            |                  |
| 무시(武始) | 원삭 3년(기원전 126년) 3월 을묘일  | 태시 4년(기원전 93년)   | 위              | 위               |
| 상씨(象氏) | 원삭 3년(기원전 126년) 3월 을묘일  | 시건국 원년(기원후 9년) |                 | 거록             |
| 역안(易安) | 원삭 3년(기원전 126년) 3월 을묘일  | 시원 원년(기원전 86년)  | 호              |                  |
| 백창(柏暢) | 원삭 5년(기원전 124년) 11월 신유일 | 시원 3년(기원전 84년)   | 중산            |                  |
| 호(鄗)     | 원삭 5년(기원전 124년) 11월 신유일 | 원정 5년(기원전 112년)  |                 | 상산             |
| 장북(漳北) | ?                                  | 원봉 3년(기원전 77년)   | 위              |                  |
| 남련(南䜌) | ?                                  | 정화 2년(기원전 91년)   | 거록            | 거록             |
| 남릉(南陵) | ?                                  | 후3년                   | 임회            |                  |
| 호(鄗)     | ?                                  | 정화 4년(기원전 89년)   | 상산            |                  |
| 안단(安檀) | ?                                  | 후3년                   | 위              |                  |
| 원척(爰戚) | ?                                  | 후3년                   | 제남            |                  |
| 율(栗)     | 정화 원년(기원전 92년)             | ?                       |                 | 패               |
| 효(洨)     | 정화 원년(기원전 92년)             | ?                       |                 | 패               |
| 효(猇)     | 정화 원년(기원전 92년)             | ?                       |                 |                  |
| 즉비(揤裴) | 정화 원년(기원전 92년)             | ?                       | 동해            | 위               |
| 한구(邯溝) | 지절 2년(기원전 68년) 4월 계묘일   | ?                       | 위              |                  |
| 낙양(樂陽) | 지절 2년(기원전 68년) 4월 계묘일   | ?                       | 상산            | 상산             |
| 상중(桑中) | 지절 2년(기원전 68년) 4월 계묘일   | ?                       |                 | 상산             |
| 장(張)     | 지절 2년(기원전 68년) 4월 계묘일   | 신작 2년(기원전 60년)   | 상산            | 광평             |
| 도향(都鄕) | 감로 2년(기원전 52년) 7월 신미일   | ?                       | 동해            | 상산             |
| 백향(柏鄕) | 경녕 원년(기원전 33년) 4월 정묘일  | ?                       |                 | 거록             |
| 안향(安鄕) | 경녕 원년(기원전 33년) 4월 정묘일  | ?                       |                 | 거록             |

## 신
군의 이름을 환정(桓亭)으로 고치고 다음 현의 이름을 고쳤다.
| 전한 | 신         |
| ---- | ---------- |
| 박인 | 수인(壽仁) |

## 후한
조국(趙國)이 되었다. 5성 32,719호 188,381명을 거느렸다.
| 현명   | 한자   | 대략적 위치         | 비고                                        |
| ------ | ------ | ------------------- | ------------------------------------------- |
| 한단현 | 邯鄲縣 | 한단시              |                                             |
| 역양현 | 易陽縣 | 한단시 융녠 구 남동 |                                             |
| 양국현 | 襄國縣 | 싱타이시            | 단대(檀台), 소인정(蘇人亭)이 현내에 있었다. |
| 박인현 | 柏人縣 | 한단시 룽야오 현 서 |                                             |
| 중구현 | 中丘縣 | 한단시 네이추현     |                                             |

## 서진
213년(후한 헌제 건안 18년) 한단현, 역양현, 양국현일대가 위군으로 이관됨에 따라 치소가 방자현으로 옮겨졌고 조국에서 조군(趙郡)으로 격하되었다. 232년(조예 태화 6년) 조국(趙國)으로 복구되었다. 9현 42,000호를 거느렸다.
| 현명     | 한자     | 대략적 위치                         | 비고 |
| -------- | -------- | ----------------------------------- | ---- |
| 방자현   | 房子縣   | 스자좡 시 가오이 현 서남            |      |
| 원씨현   | 元氏縣   | 스자좡 시 위안스 현 서북 동양촌일대 |      |
| 평극현   | 平棘縣   | 스자좡 시 자오 현                   |      |
| 고읍현   | 高邑縣   | 스자좡 시 가오이 현 동              |      |
| 중구현   | 中丘縣   | 한단시 네이추현                     |      |
| 백인현   | 柏人縣   | 한단시 네이추현 동북                |      |
| 평향현   | 平鄕縣   | 싱타이 시 핑샹 현 서남              |      |
| 하곡양현 | 下曲陽縣 | 스자좡 시 진저우시 서               |      |
| 교현     | 鄡縣     | 스자좡 시 진저우 시 동              |      |

## 북위
526년(북위 효명제 효창 2년)이전까지 정주에 속했으나 526년 상주와 정주에서 은주(殷州)가 분리됨에 따라 은주에 속하게 되었다. 5현 31,899호 148,314명을 거느렸다. 평향현, 중구현, 백인현이 남조군으로 분리되었다.
| 현명   | 한자   | 대략적 위치                         | 비고 |
| ------ | ------ | ----------------------------------- | --- |
| 평극현 | 平棘縣 | 스자좡 시 자오 현                   | 평극성(平棘城)이 있다.                                                                                          |
| 방자현 | 房子縣 | 스자좡 시 가오이 현 서남            | 방자성(房子城), 회군성(回車城), 평주성(平州城), 장홍사(嶂洪祠)가 현경내에 있었다.                               |
| 원씨현 | 元氏縣 | 스자좡 시 위안스 현 서북 동양촌일대 | 원씨성(元氏城), 대령산(大嶺山)이 현경내에 있었다.                                                               |
| 고읍현 | 高邑縣 | 스자좡 시 가오이 현 동              | 광무제가 올렸다고 전해지는 비석이 있는 선정사(墠亭祠)와 고읍성이 현경내에 있었다.                               |
| 난성현 | 欒城縣 | 스자좡 시 롼청구                    | 487년(북위 효문제 태화 11년) 평극현에서 분리신설되었다. 관성(關城)에 치소를 두었다. 난성(欒城)이 현경내에 있다. |

## 수
596년(수문제 개황 16년)에 난주(欒州)로 설치되었다가 607년(수 양제 대업 3년) 조주(趙州)로 개명되었다. 10현 148,156호를 거느렸다.
| 현명   | 한자   | 대략적 위치                          | 비고 |
| ------ | ------ | ------------------------------------ | --- |
| 평극현 | 平棘縣 | 스자좡 시 자오 현                    | 북제시기 송자현(宋子縣)을 흡수했고 개황초에 폐지되었다. 이후 대업초에 송자현의 옛땅이 평극현으로 흡수되었다. |
| 고읍현 | 高邑縣 | 스자좡 시 가오이 현                  | |
| 찬황현 | 贊皇縣 | 스자좡 시 잔황현                     | 596년에 설치되었다. 현경내에 공자령(孔子嶺), 백구(白溝)가 있었다. |
| 원씨현 | 元氏縣 | 스자좡 시 위안스 현 서북 동양촌일대  | 북제때 폐지되었다가 586년(수문제 개황 6년) 복구되었다. 596년 영산현(靈山縣)을 신설했으나 대업초에 폐지했다. 현경내에 영산(靈山)이 있다. |
| 영도현 | 廮陶縣 | 싱타이시 닝진 현                     | 586년 영요현(廮遙縣)에서 지금의 이름으로 개명되었다. |
| 난성현 | 欒城縣 | 스자좡 시 롼청 구 서                 | 북제시기 폐지되었다가 596년 복구되었다. |
| 대륙현 | 大陸縣 | 싱타이 시 닝진 현 대륙촌진(大陸村鎭) | 본래 은주 남거록군에 속했다가 훗날 남조군, 조주의 속현이 되었다. 596년 난주를 신설함에 따라 601년(수문제 인수 원년)에 상성현(象城縣)으로 개명되었다. 대업초 주를 폐지함에 따라 대륙현으로 바뀌었다.                                                     |
| 백향현 | 柏鄕縣 | 싱타이 시 바이샹 현                  | 596년 설치되었다. |
| 방자현 | 房子縣 | 싱타이 시 린청 현                    | 북제시기 폐지되었다가 586년 복구되었다. 현 경내에 찬황산(贊皇山)과 팽수(彭水)가 있다. |
| 고성현 | 鼓城縣 | 스자좡 시 진저우시                   | 북제가 하곡양현에 통폐합시키고 고성현(高城縣)이라 칭하고 거록군에 소속시켰다. 개황초 거록군을 폐지함에 따라 590년(수문제 개황 10년) 염주(廉州)의 속현으로 바꿨다. 596년 백향현에 통폐합시켰다가 598년 지금의 고성현을 세웠다. 대업초 염주가 폐지되었다. |